# ホイットニー・タワー
ホイットニー・タワー（Whitney Tower, 1923年6月30日 - 1999年2月11日）は、アメリカ合衆国の競馬記者。ほか、アメリカ競馬名誉の殿堂博物館の館長も務めた。

## 前半生
父は石油商のロデリック・タワー、母はヴァンダービルト家とホイットニー家の出身であるフローラ・ペイン・ホイットニーであった。タワーの両親は後に離婚し、タワーが4歳のときに母親はマッカロック・ミラーと再婚した。
タワーは、ロードアイランド州ミドルタウンのセントジョージズスクールとハーバード大学を卒業した。

## 経歴
1948年から1954年まで、タワーは『The Cincinnati Enquirer』紙のスポーツ記者として働いていました。その後、彼は新進の『Sports Illustrated』誌に参加し、22年間競馬編集者を務めた。その間、全米サラブレッド競馬協会の雑誌執筆者賞を受賞している。
1976年、タワーはE・バリー・ライアンとともに、サラブレッドとスタンダードブレッドの競走と障害飛越競技に特化した出版物である『Classic』誌を創刊した。この雑誌は、北アメリカだけでなく世界中から競馬の事物について紹介し、1976年と77年にエクリプス賞メディア部門を受賞した。同雑誌の廃刊後、タワーはニューヨーク州サラトガ・スプリングズのアメリカ競馬博物館の創設メンバーに加わり、1982年から1989年までその館長を務め、博物館の主催する競馬の殿堂選考委員の委員長を10年間務めた。

## 私生活
ホイットニータワーと彼の最初の妻であるフランシス・チェストン・トレインには、4人の子供がいた。3番目の妻であるルーシー・ニブラック・ライル・タワーには、さらに2人の子供がいた。タワーには最初の妻であるフランシス・チェストン・トレインを通じて6人の孫がいる。

1968年、タワーは『ライフ』誌の写真家のエリオット・エリソフォンの元妻であるジョアン・ベイカー・スピアと結婚した。タワーは、エイキン障害競走協会の本拠地であり、エイキントレーニングトラックで知られるサウスカロライナ州エイキンで記事を書くことに時間を費やした。タワー夫妻はエイキンに居住し、曽祖父のウィリアム・コリンズ・ホイットニーによって20世紀初頭に建てられたジョイコテージと呼ばれる邸宅に引っ越した。そこに住んでいる間、夫妻はエイキンの競馬殿堂博物館の創設に尽力した。
のちにタワーはサラトガ・スプリングズに居住し、そこで3番目の妻であるルーシー・ニブラック・ライルに看取られながら1999年に脳卒中による合併症で死亡した。